# Acvilă țipătoare indiană
Acvila țipătoare indiană (Clanga hastata) este o pasăre răpitoare mare originară din Asia de Sud. Ca toți vulturii tipici, face parte din familia Accipitridae.

## Sistematică
Acvila țipătoare indiană a fost considerată anterior ca rezident al subspeciei estice a acvilei țipătoare mici, dar s-a dovedit a fi destul de distinct și ușor separabil prin date morfologice, comportamentale, ecologice și secvențe ADN. Linia indiană pare să se fi desprins în jurul Pliocenului mijlociu, probabil acum 3,6 milioane de ani, din strămoșul comun al acvilelor pestrițe mici și mari.
Acvilele țipătoare ca grup, deși sunt destul de diferiți de membrii tipici, au fost incluși anterior în genul Aquila, "adevărații vulturi". În prezent, acestea sunt plasate în genul lor separat Clanga.

## Distribuție și habitat
Acvila țipătoare indiană este originară din Bangladesh, Cambodgia, India, Myanmar, Nepal și (marginal) din Pakistan. Este prezent în peisajele agricole și în pădurile tropicale uscate.

## Legături externe
- Materiale media legate de Clanga hastata la Wikimedia Commons